# Salvador Gualtieri
Salvador Gualtieri noto anche col nome italianizzato Salvatore Gualtieri (Buenos Aires, 14 maggio 1917 – Roma, 18 dicembre 1998) è stato un calciatore e allenatore di calcio argentino con passaporto italiano.

## Carriera

### Calciatore
Nasce calcisticamente nella formazione argentina del San Lorenzo. Nel 1940 si trasferisce in Italia, venendo ingaggiato, su segnalazione del direttore sportivo Alfredo Di Franco, dalla Lazio, dove rimane per ben 8 stagioni. Essendo arrivato a Roma allo scoppio della Seconda guerra mondiale decise di rimanervi nonostante quasi tutti i suoi connazionali (tra cui Flamini e Pisa I) avessero deciso di tornare in patria. Gualtieri ebbe la soddisfazione di conquistare con la maglia biancoceleste il Campionato romano di guerra del 1943-44 e nel dopoguerra fu anche scelto come capitano della squadra.

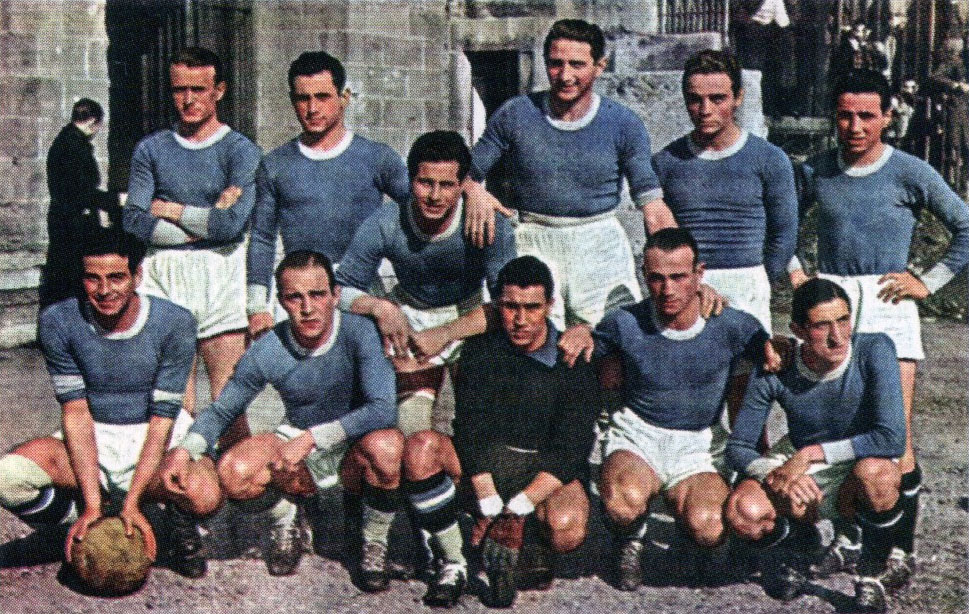
Gualtieri (accosciato, primo da sinistra) nella Lazio del 1940-1941

Nella stagione 1945-46 ricopre anche il ruolo di giocatore-allenatore per alcune gare, sostituendo de facto il tecnico Dino Canestri. Nel 1949 Gualtieri decise di ritirarsi e intraprendere l'esperienza come vice-allenatore della Lazio, chiudendo così definitivamente la sua carriera di calciatore.

### Allenatore
Una volta abbandonato il calcio giocato nel 1949, Gualtieri rimase comunque nella Lazio come secondo del tecnico Sperone nel campionato 1949-50, ma tale esperienza durò per poco tempo, visto che l'argentino decise di tornare a calcare i campi da gioco. Nel 1961 però, dopo quasi dieci anni dal suo ritiro, spinto anche dall'insistenza di sua moglie, tornò a Roma, e affiancò come vice sulla panchina biancoceleste il suo connazionale Lorenzo nella stagione 1962-63. Nelle stagioni 1965-66 e 1966-67 allena la prima squadra del Crotone. Finita quest'esperienza si ritirò completamente dall'ambiente sportivo.

## Curiosità
- Ritiratosi dal calcio giocato, Gualtieri tornò in Argentina, ma subito dopo si trasferì in Brasile per impiantare una piantagione di caffè insieme al suo grande amico, nonché ex compagno laziale, Luciano Ramella.
- Gualtieri e Ramella collaborarono con la FIGC per l'organizzazione della partita Brasile-Italia.

## Palmarès

### Giocatore

#### Competizioni regionali
- Campionato romano di guerra: 1

Lazio: 1943-1944